# August Willich
August Willich (19 novembre 1810 - 22 janvier 1878), né Johann August Ernst von Willich, est un officier militaire de l'armée prussienne et l'un des premiers partisans du communisme en Allemagne. En 1847, il abandonne son titre de noblesse. Il a ensuite émigré aux États-Unis et est devenu général dans l'armée unionniste pendant la guerre de Sécession.

## Jeunesse et carrière
Willich est né à Braunsberg, province de Prusse-Orientale. Son père, capitaine de hussards pendant les guerres napoléoniennes, mourut alors que Willich avait trois ans. Avec un frère aîné, Willich trouva un foyer dans la famille de Friedrich Schleiermacher, un théologien, dont la femme était une parente éloignée. Il a reçu une éducation militaire à Potsdam et à Berlin. Initialement officier dans l'armée prussienne, servant dans le 7e régiment d'artillerie de campagne (de), il démissionne de l'armée en 1846 en tant que républicain convaincu. Willich n'était pas le seul républicain sortant de ce régiment. L'un de ses collègues officiers à Münster et Wesel était Fritz Anneke, qui devait également devenir commandant révolutionnaire dans le Palatinat en 1849 et plus tard commandant de l'armée de l'Union. Willich a présenté sa démission de l'armée dans une lettre si acerbe qu'il a été arrêté et jugé par une cour martiale. Il a été acquitté et autorisé à démissionner.
Avec Karl Schapper, il était le chef de la fraction de gauche de la Ligue des communistes. Il prend une part active aux révolutions de 1848-1849. En 1849, il est chef d'un corps franc lors de l'insurrection de Bade-Palatinat. Le penseur révolutionnaire Friedrich Engels a été son aide de camp. Parmi ses amis révolutionnaires figuraient Franz Sigel, Friedrich Hecker, Louis Blenker et Carl Schurz. Après la répression du soulèvement, il a émigré à Londres via la Suisse. Il avait appris le métier de charpentier en Angleterre et gagnait ainsi sa vie. En 1850, lors de la scission de la Ligue des communistes, il était (avec Schapper) à la tête du groupe opposé à Karl Marx.
À Londres, Willich est devenu l'associé du révolutionnaire français en exil Emmanuel Barthélemy. Selon Wilhelm Liebknecht, Willich et Barthélemy ont comploté pour tuer Karl Marx parce qu'il était trop conservateur. Willich insulta publiquement Marx et le provoqua en duel, que Marx refusa de combattre. Au lieu de cela, Willich a été défié par un jeune associé de Marx, Konrad Schramm . Le duel au pistolet a eu lieu en Belgique avec Barthélemy agissant en tant que second de Willich. Schramm a été blessé mais a survécu à la rencontre. Barthélemy a été pendu à Londres en 1855 après avoir tiré et tué son employeur et un autre homme,.
Arrivé aux États-Unis en 1853, Willich a d'abord trouvé un emploi dans son métier au Brooklyn Navy Yard. Ici, ses réalisations en mathématiques et dans d'autres études scientifiques ont été rapidement remarquées, et il a trouvé un travail plus agréable dans les gardes-côtes. En 1858, il fut incité à se rendre à Cincinnati en tant que rédacteur en chef du German Republican, un journal ouvrier de langue allemande, qu'il continua jusqu'au début de la guerre civile en 1861. Willich est devenu l'un des "hégéliens de l'Ohio" (disciples du philosophe allemand Hegel ), avec John Bernhard Stallo, Moncure Daniel Conway et Peter Kaufmann.

## Guerre civile américaine

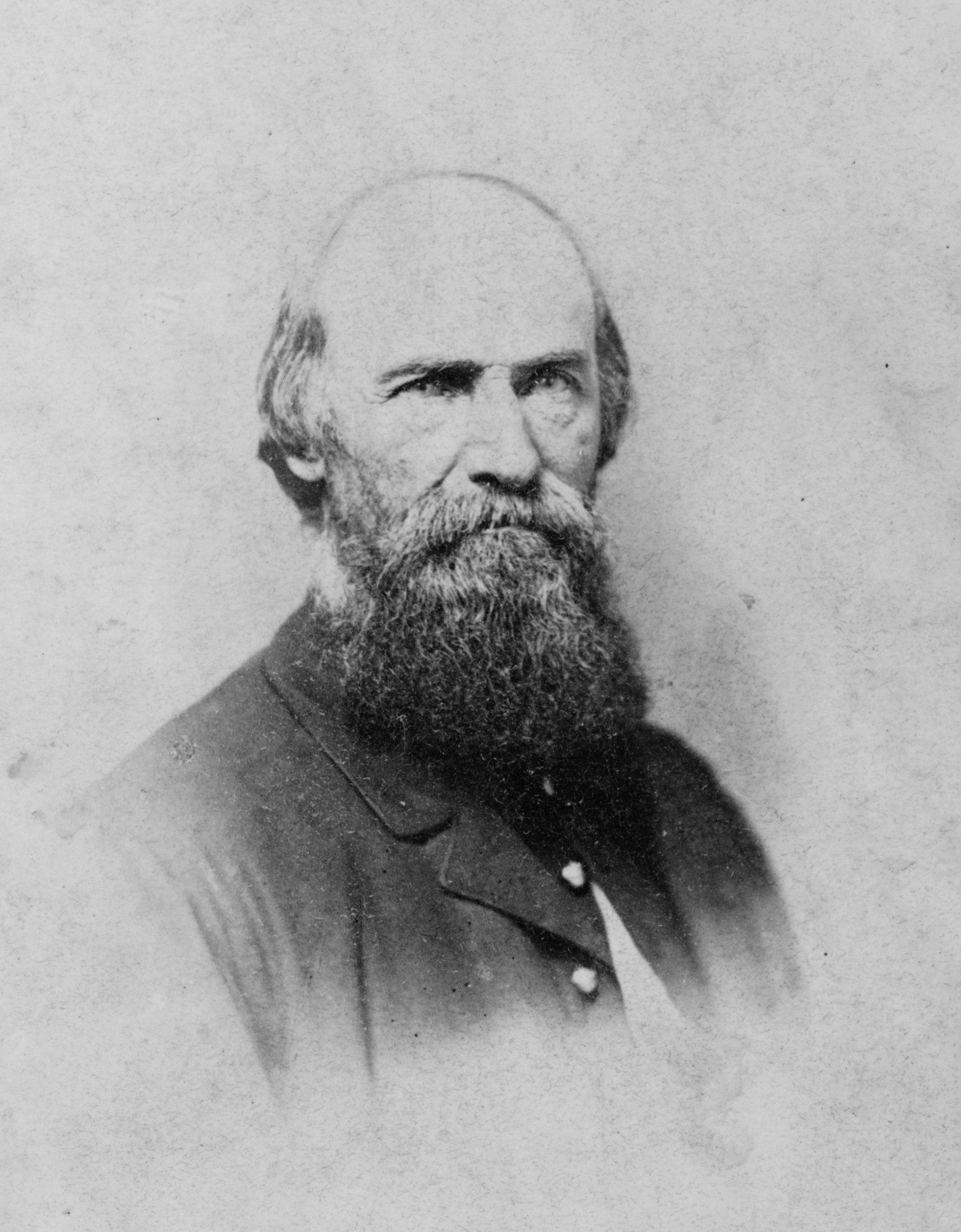
homme

Avec le déclenchement de la guerre civile au début de 1861, Willich recruta activement des immigrants allemands dans la région du sud-ouest de l'Ohio. ommeIl rejoint le 9e d'infanterie de l'Ohio ("Die Neuner") en tant qu'adjudant régimentaire avec le grade de premier lieutenant, et est promu major en août de la même année. Il a servi dans l'ouest de la Virginie, participant à la bataille de Rich Mountain. Willich est ensuite retourné dans la vallée de la rivière Ohio pendant l'hiver et a repris ses activités de recrutement. Le gouverneur Oliver P. Morton a nommé Willich colonel du 32e régiment d'infanterie de l'Indiana, également appelé le 1er Allemand (un régiment entièrement allemand).
À la demande du gouverneur Oliver P. Morton, il prend le commandement du 32e Indiana. Willich a entraîné son régiment, en allemand, avec un haut degré de professionnalisme. Il a fait une impression favorable partout où il a servi. Officier innovateur, il propose la construction de wagons spéciaux transformables en bateaux pontons par suppression des roues. Pour accélérer le mouvement des troupes et assurer l'état de combat des troupes à leur arrivée sur le champ de bataille, il a recommandé le transport des troupes par wagon. Ses supérieurs ont rejeté les deux idées. Pourtant, le souci de Willich pour le bien-être de ses hommes lui a valu le surnom de "Papa". Lorsque cela était possible, il ordonna la construction de fours de boulangerie pour que les troupes aient du pain frais.
Le 32e a acquis une reconnaissance nationale pour sa position contre les forces confédérées à Rowlett's Station, Kentucky. Un détachement de 500 hommes sous les ordres du lieutenant-colonel Henry von Trebra a combattu 1 300 hommes des Texas Rangers et de l'infanterie de Terry sous le commandement du général Hindman. Le 32e a formé le "carré creux" et a repoussé les assaillants, perdant 10 soldats et 22 blessés, mais tuant 33 ennemis, dont le colonel Terry, et en blessant cinquante autres.
Le 32e a vu l'action à Shiloh le deuxième jour, au cours de laquelle le colonel Willich a fait preuve d'un grand leadership. Lorsque ses troupes devinrent instables sous le feu, il se tint devant elles, dos à l'ennemi, et conduisit le régiment en leur faisant présenter armes. Il fait jouer La Marseillaise par la fanfare régimentaire, l'hymne de tous les mouvements républicains d'Europe. Retrouvant sa stabilité, le 32e lance une attaque à la baïonnette. Par la suite, Willich reçut le commandement de la Brigade Horn . Le 32e est resté dans sa brigade, sous le commandement de von Trebra et, plus tard, de Frank Erdelmeyer.
Récompensé par une promotion au grade de général de brigade des volontaires en juillet 1862, Willich combattit à la bataille de Perryville sous les ordres du major général Don Carlos Buell dans le Kentucky. Il commande la 1re brigade, 2e division, XIVe corps en décembre lors de la bataille de Stones River. Il a été capturé par les confédérés lorsque son cheval a été abattu sous lui. Il a été envoyé à la prison de Libby pendant quatre mois, mais a été libéré sur parole et échangé en mai 1863. De retour dans l'armée fédérale plus tard cette année-là, il a été affecté au commandement de la 1re brigade, 2e division, XXe corps et a servi avec distinction pendant la campagne de Tullahoma, où sa brigade a joué un rôle clé dans la tenue de Liberty Gap. Il a dirigé une division à la bataille de Chickamauga et a participé à des actions supplémentaires pendant la campagne de Chattanooga.
Pendant le siège de Chattanooga, le 32e a joué un rôle remarquable, alors que la brigade de Willich a capturé Orchard Knob. Bien qu'il n'ait reçu que l'ordre de dégager la base de la crête, Willich ordonna l'assaut sur Missionary Ridge qui mit en déroute les forces confédérées, brisant le siège et ouvrant la voie à l'invasion de la Géorgie. Le 32e Indiana et le 6e Ohio ont été les premiers à atteindre le sommet. Le 32e a participé à la campagne d'Atlanta avec le général William Tecumseh Sherman. Avant la chute d'Atlanta, le 32e a été retiré et envoyé via Nashville, Tennessee à Indianapolis. En route, le 32e est chargé de contrer les forces de guérilla confédérées dans le Kentucky. Après trois jours de combats, le 32e retourna à Indianapolis. Willich, qui avait été blessé à Resaca, en Géorgie, fut promu brevet de division et nommé commandant de Cincinnati.
En raison du sentiment anti-allemand dans la nation, et dans l'armée en particulier, les vétérans du 32e ne se sont pas réengagés. Pas plus que la plupart des autres régiments entièrement allemands. Le général Joseph Hooker avait blâmé les troupes allemandes du 11e corps pour sa défaite à Chancellorsville, ce qui irritait les soldats germano-américains. Le New York Times a qualifié le 11e Corps de « lâches hollandais ». En fait, sur les 12 000 hommes du corps, 7 000 étaient américains. Sur les 5 000 restants, seulement un tiers étaient allemands, ceux-ci ayant été les unités offrant la plus forte résistance à l'attaque confédérée de Stonewall Jackson.
En 1864, Willich mena sa brigade à travers le Tennessee et la Géorgie pendant la campagne d'Atlanta. Il a subi une grave blessure lors de la bataille de Resaca qui l'a forcé à quitter le terrain. Pendant le reste de la guerre, il a occupé divers postes administratifs, commandant des postes de l'Union à Cincinnati, Covington, Kentucky et Newport, Kentucky. Il reçoit un brevet de promotion au grade de général de division des Volontaires américains le 21 octobre 1865, puis démissionne de l'armée pour retourner à la vie civile.
Les vétérans de trois ans ont été rassemblés le 7 septembre 1864. Les 200 remplaçants restants dont les mandats n'avaient pas expiré ont été organisés en un bataillon de quatre compagnies sous Hans Blume. À la fin de la guerre, ils étaient stationnés avec les forces d'occupation du général Sheridan dans le centre du Texas. Ils retournèrent à Indianapolis et furent rassemblés le 4 décembre 1865.

## Carrière d'après-guerre
Après la guerre, Willich est retourné à Cincinnati et est entré au service du gouvernement. Il a occupé une série de postes de responsabilité, dont celui de vérificateur du comté de Hamilton. Sa maison au 1419 Main Street est toujours debout à Cincinnati.
En 1870, il retourne en Allemagne, offrant ses services à l'armée prussienne pendant la guerre franco-prussienne. Son âge, sa santé et ses opinions communistes lui ont cependant valu d'être refusé. Il est resté en Allemagne assez longtemps pour recevoir un diplôme universitaire en philosophie, diplômé de l'Université de Berlin à l'âge de soixante ans. De retour aux États-Unis, il mourut à St. Marys, Ohio, et y fut enterré au cimetière d'Elmgrove.
Dans sa note de conclusion aux Révélations concernant le procès des communistes à Cologne, Marx écrivait : "Dans la guerre civile en Amérique du Nord, Willich a montré qu'il était plus qu'un visionnaire".